# Gerhard Müller (Richter, 1912)

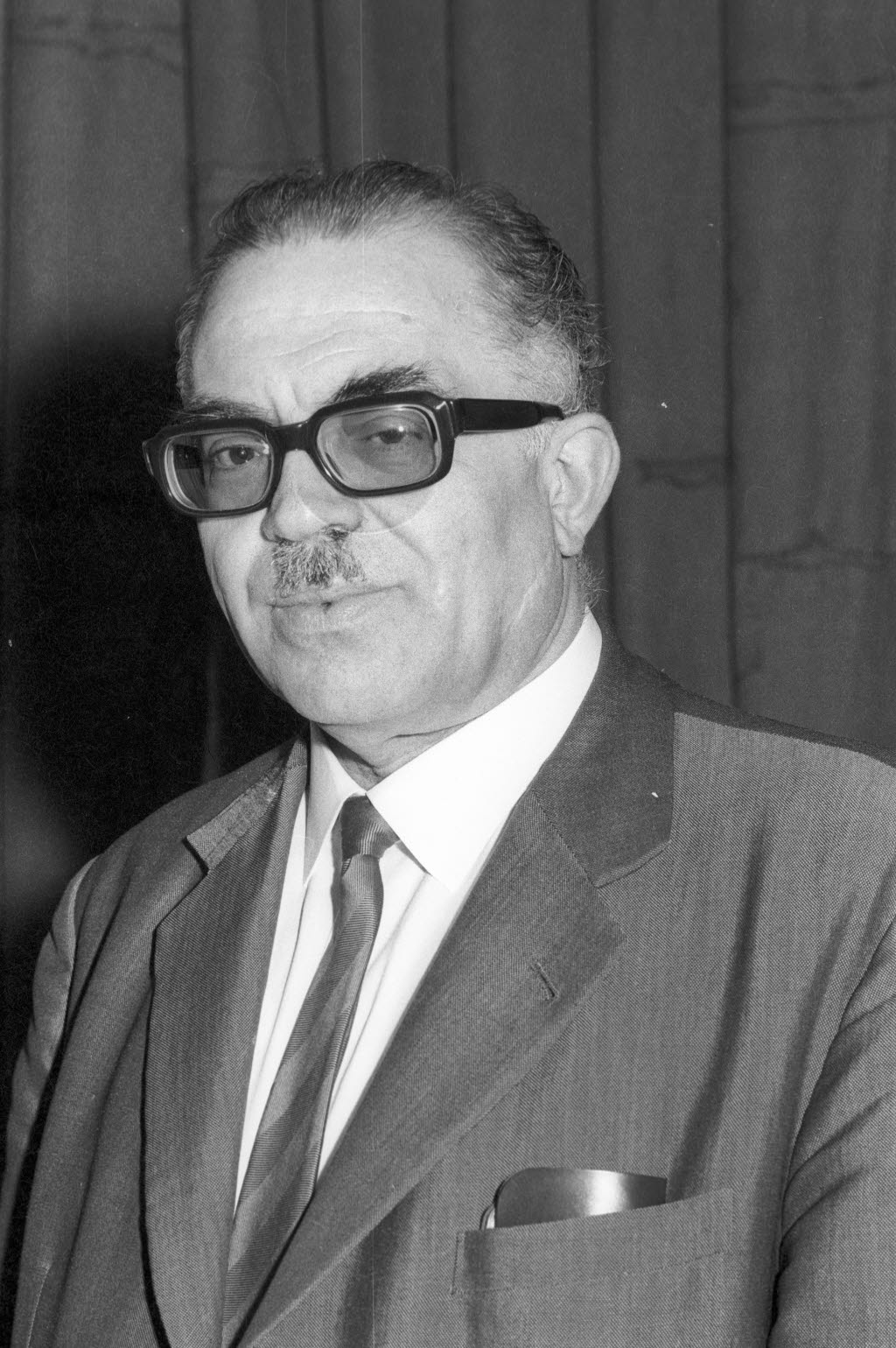
Gerhard Müller (1970)

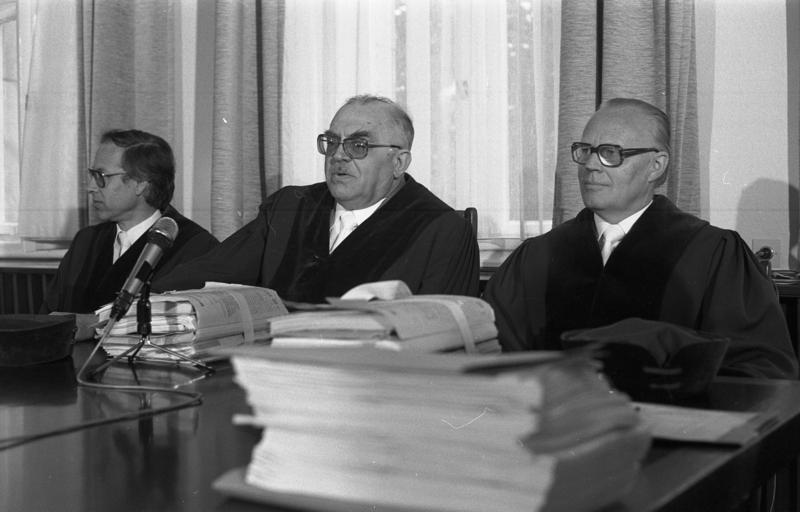
Gerhard Maria Müller (Mitte), 1980

Gerhard Maria Müller (* 10. Dezember 1912 in Limburg an der Lahn; † 14. November 1997 in Hofheim am Taunus) war ein deutscher Jurist und Präsident des Bundesarbeitsgerichts.

## Werdegang
Der Sohn eines Sattlers legte 1931 das Abitur am Gymnasium in Limburg an der Lahn ab und studierte Philosophie, Geschichte und Rechtswissenschaft an der Universität Frankfurt am Main. 1935 legte er die erste juristische Staatsprüfung, 1939 die zwei juristische Staatsprüfung ab. 1942 promovierte er in Frankfurt.
Im Zweiten Weltkrieg leistete er von Ende 1942 bis Juli 1944 Wehrdienst. Sodann war Assessor Müller bis 1945 bei einer Kreisverwaltung als Anwaltsvertreter beschäftigt. Von April 1945 bis September 1946 war er Leiter des Arbeitsamts in Limburg an der Lahn.
Anschließend wurde Gerhard Müller zum ersten Präsidenten des am 1. Oktober 1946 gegründeten Hessischen Landesarbeitsgerichts in Frankfurt/Main ernannt. Am 12. April 1954 wurde er Richter des neu errichteten Bundesarbeitsgerichts und zunächst als Senatspräsident und ständiger Stellvertreter des Präsidenten tätig. Am 26. Februar 1963 wurde er in Nachfolge von Hans Carl Nipperdey zum Präsidenten des Bundesarbeitsgerichts ernannt. Müller übernahm den Vorsitz des vor allem für Koalitionsrecht, Arbeitskampfrecht und Betriebsverfassungsrecht zuständigen Ersten Senats.
Gerhard Müller wurde im Oktober 1967 mit dem Lehrauftrag Arbeitsrecht zum Honorarprofessor an der Universität zu Köln ernannt. Von 1972 bis 1981 war er Präsident, anschließend Ehrenpräsident des Deutschen Arbeitsgerichtsverbandes.
Der Autor zahlreicher Veröffentlichungen insbesondere zum Koalitionsrecht, zum Arbeitskampfrecht, zum Betriebsverfassungsrecht und zum Kirchenrecht war Mitautor mehrerer Gesetzeskommentare. Ferner gab er das Jahrbuch Das Arbeitsrecht der Gegenwart heraus und war Mitherausgeber der Zeitschrift Recht der Arbeit.
Müller war überzeugter Katholik und engagierte sich bereits während seines Studiums in der christlichen Gewerkschaftsbewegung. 1980 wurde ihm der Heinrich-Brauns-Preis verliehen. Im Ruhestand beschäftigte er sich mit Fragen der Rechtsphilosophie, Sozialethik und Geschichte. Müller war Mitglied der katholischen Studentenverbindungen  K.St.V. Staufia-Straßburg Frankfurt, K.St.V Amelung Frankfurt und K.St.V. Winfridia Göttingen im KV.

## Ehrungen
- 1966: Großes Silbernes Ehrenzeichen am Bande für Verdienste um die Republik Österreich
- 1969: Verdienstkreuz 1. Klasse der Bundesrepublik Deutschland
- Dezember 1972: Komtur des Gregoriusordens
- 1972: Komturkreuz des Burgenlandes
- 1974: Ehrenkreuz für Wissenschaft und Kunst I. Klasse der Republik Österreich
- 1981: Großes Verdienstkreuz mit Stern und Schulterband
- 1989: Wilhelm-Leuschner-Medaille